# Icaro Stratos

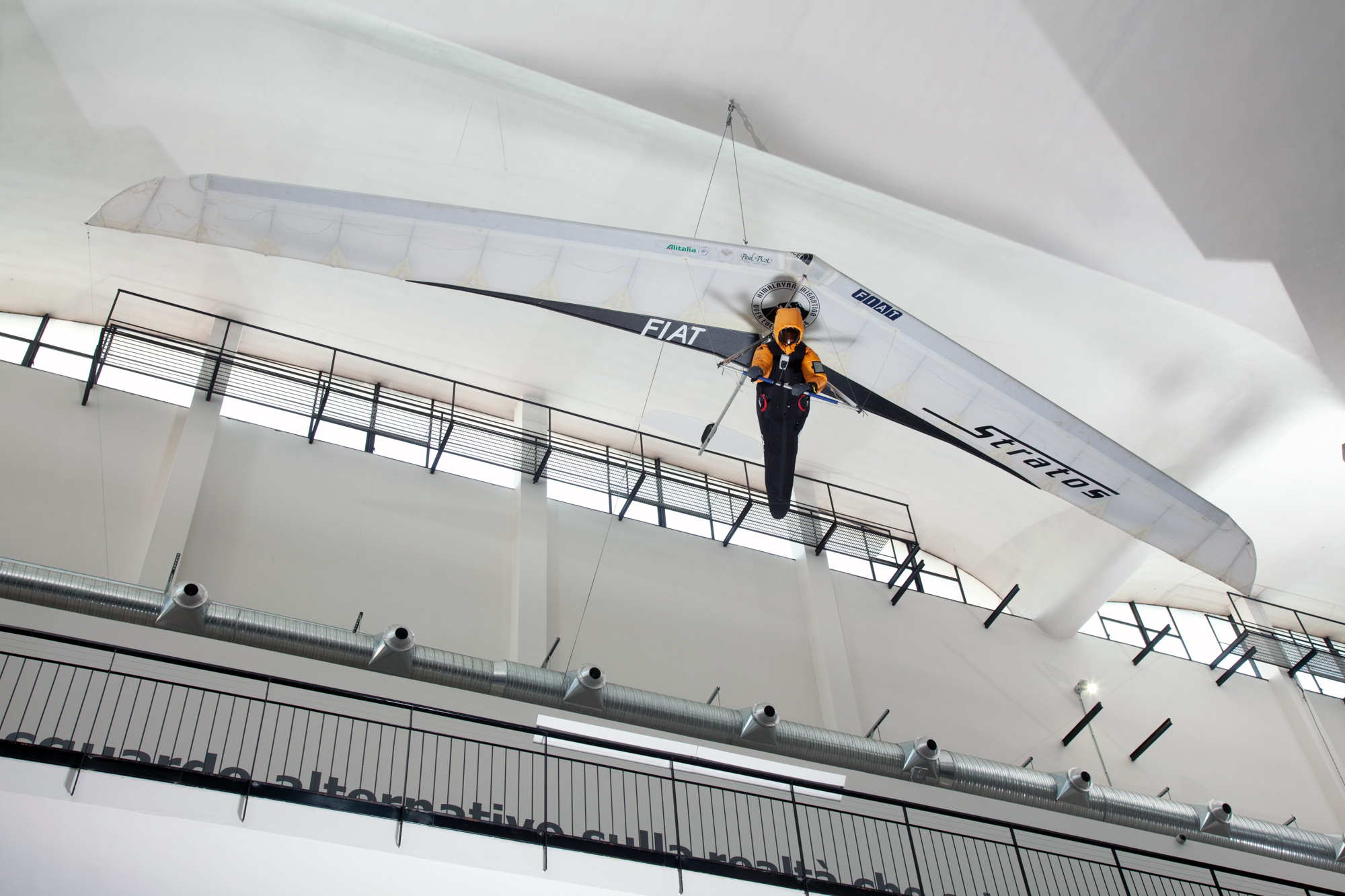
Deltaplano Stratos con cui Angelo D'Arrigo stabilisce il nuovo record di quota nella categoria volo a vela sorvolando l'Everest (24 maggio 2004). Esposto al Museo nazionale della scienza e della tecnologia Leonardo da Vinci di Milano.

Icaro Stratos è un modello di deltaplano ad ali rigide progettato da Icaro 2000 in collaborazione con A-I-R GmbH e Felix Ruhle e prodotto da Icaro 2000 di Sangiano, intorno al 2003.
Con questo deltaplano Angelo d'Arrigo ha sorvolato per la prima volta il monte Everest (8848 m), il 24 maggio 2004, stabilendo il record di quota nella categoria volo a vela.

## Caratteristiche

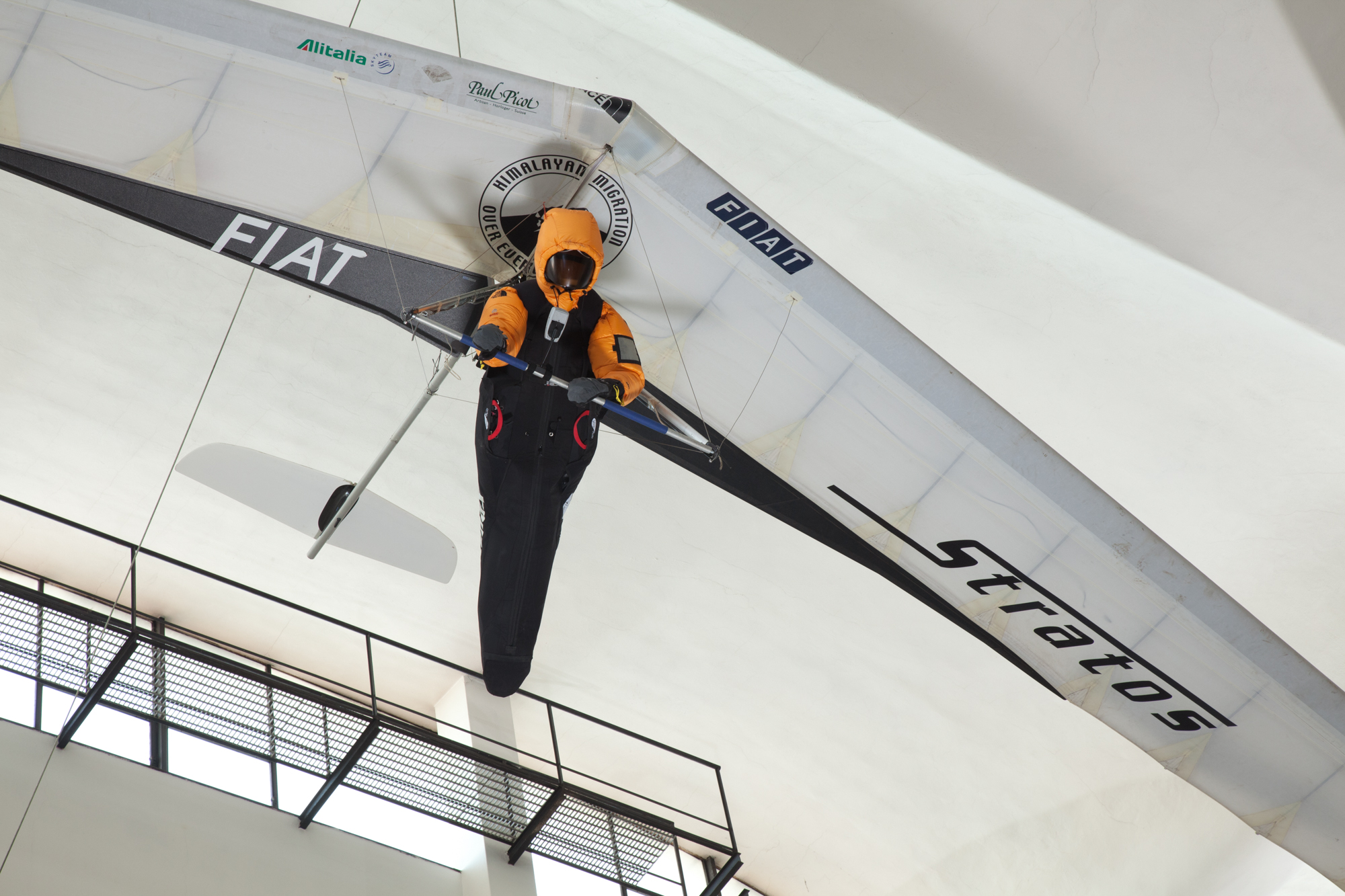
Dettaglio del deltaplano Stratos al Museo nazionale della scienza e della tecnologia Leonardo da Vinci di Milano.

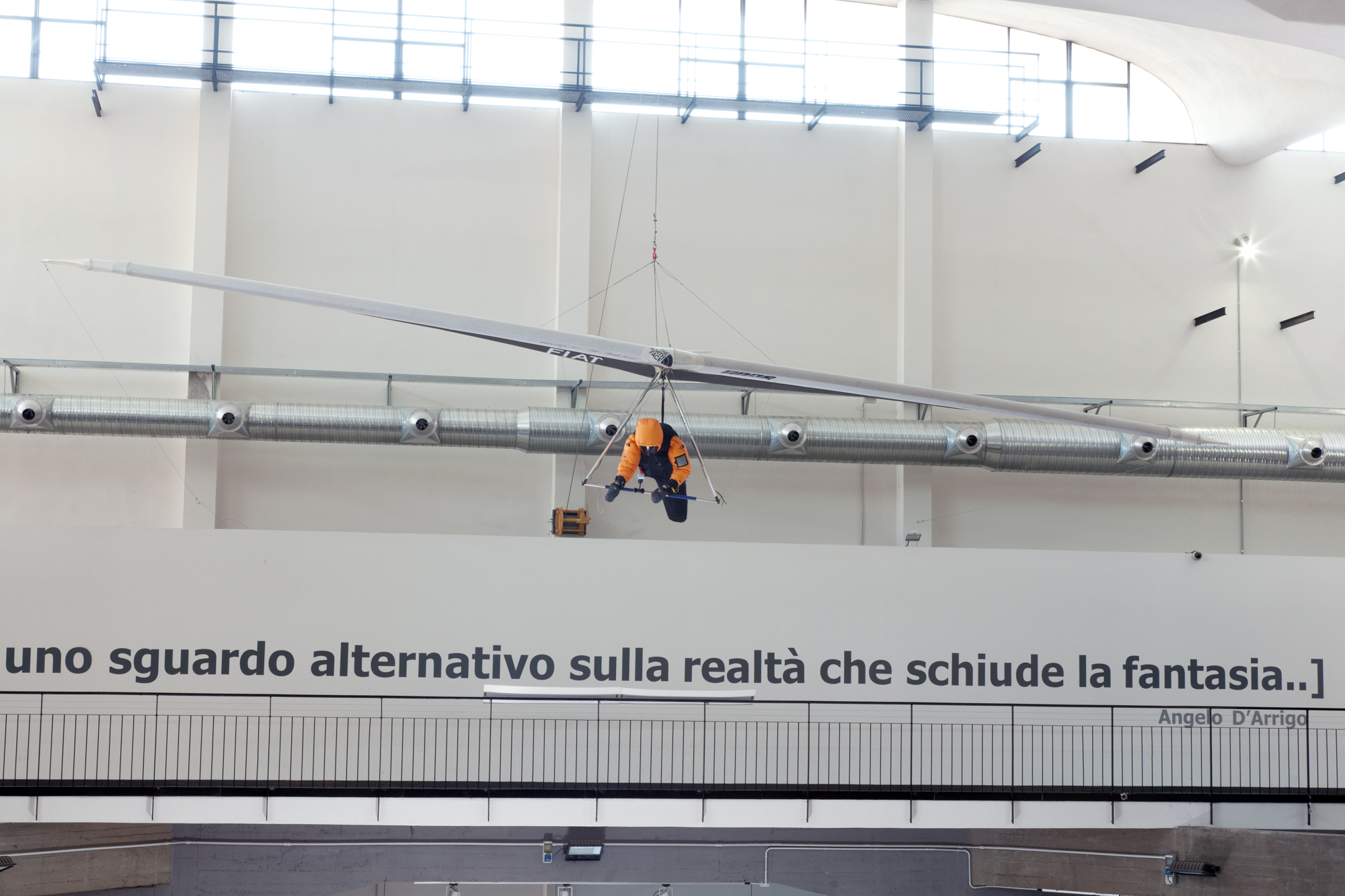
Vista frontale

Il deltaplano, ad ali rigide, ha una larghezza di 13,25 m e una lunghezza di 3,1 m; la velatura è realizzata in fibra di poliestere di colore bianco con fascia di colore nero, ed ergal, lega in alluminio-zinco. Il telaio è costituito da un trapezio in tubi in carbonio, sorretto da tiranti collegati alla vela; il deltaplano presenta inoltre un piano di coda a V fissato sulla trave posteriore. Un navigatore GPS è sistemato sulla barra orizzontale del telaio.
Il deltaplano è dotato di una piattaforma unica in grado di fornire velocità verticale, velocità all'aria, quota-pressione, temperatura e tutte le informazioni di posizione e navigazione offerte dal GPS. Il piano di coda fisso, ha lo scopo di stabilizzare l'ala sull'asse di beccheggio.

## Storia
L'ala Stratos deriva dall'ala Atos, progettata dell'ingegnere tedesco Felix Rùhle e realizzata nel 1997. L'ala Atos vince i campionati del mondo del 1998 a Monte Cucco (PG) pilotata dal tedesco Christof Kratzner e del 2001 in Spagna pilotata dall'italiano Alex Ploner. Un'ala Stratos, analoga a quella usata da D'Arrigo, vincerà i campionati del mondo del 2002 a Washington USA e del 2004 in Austria.

### L'impresa di D'Arrigo
Con l'ala Stratos Angelo D'Arrigo sorvola per la prima volta l'Everest (8848 m), il 24 maggio 2004. Il volo inizia da Syangboche (Nepal), alle ore 5.30 del mattino. Le condizioni meteo sono buone, a parte il vento che continua a soffiare in vetta, per provare a conquistare in deltaplano la vetta più alta del mondo. Angelo D'Arrigo parte con il suo deltaplano ad ala rigida, trainato da un ultraleggero dotato di motore Rotax 914, condotto da Richard Meredith, amico e compagno di avventura di Angelo in precedenti imprese.
Dopo il decollo i due puntano subito verso l'Ama Dablam (6856 m), superano il monte Nuptesè (7864 m) risalendone in volo la parete nord e si dirigono verso il Lhotse (8516 m). Qui le turbolenze diventano ingestibili a causa del jet stream (vento ad alta quota che spazza la vetta dell'Everest). A soli 500 m dalla vetta un gigantesco gorgo d'aria spezza la cima che unisce i due compagni di viaggio e l'ultraleggero viene scaraventato verso il basso.
Dopo essersi liberato dal residuo del cavo di traino, con volo planato Angelo riesce a doppiare la cima dell'Everest (8848 m), andata e ritorno. Subito incomincia la discesa. Un addensamento nuvoloso chiude la strada del ritorno, l'ossigeno nelle bombole scarseggia. Il posto migliore per atterrare è sul versante ovest del Khumbu (5050 m) dove il CNR italiano ha costruito la Piramide, un centro di studi e ricerche ad elevata altitudine.
La rarefazione dell'aria fa scendere il deltaplano a quasi 100 km/h, l'atterraggio è violento ma tutto va per il meglio e né D'Arrigo né l'ala riportano danni. D'Arrigo raggiunge la quota di 8990 m, la temperatura minima che deve sopportare è di 53 °C sotto zero. Vola ad una velocità tra i 100 e i 205 km/h. Alle 8.30 del 24 maggio 2004 Angelo D'Arrigo è il primo uomo ad aver sorvolato l'Everest con un deltaplano.
La trasvolata, durata in tutto 4 ore e mezzo, ha richiesto due anni di studi e preparazione. Oltre allo studio della rotta, della conformazione topografica della zona da sorvolare, delle condizioni climatiche è stata necessaria una preparazione fisica e psicologica di altissimo livello, D'Arrigo si è sottoposto a test molto severi, collaborando con gli uomini del centro di medicina aeronautica e spaziale di Pratica di Mare (Roma). Qui è stata simulata, in camera ipobarica, la quota di 14.000 metri, altitudine ben superiore a quella necessaria a D'Arrigo per la sua impresa.
Anche la sua attrezzatura viene controllata con le più sofisticate tecnologie. Nella Galleria del vento Fiat di Orbassano è stata studiata la posizione ottimale da tenere rispetto all'ala e al casco di volo, sottoponendo pilota e attrezzature a temperature di 42° sotto zero e velocità del vento superiore ai 100 km/h.
L'esemplare del deltaplano di D'Arrigo è in esposizione al Museo nazionale della scienza e della tecnologia Leonardo da Vinci di Milano.